# 임채헌
임채헌(1973년 10월 16일 ~ )은 대한민국의 성우로, 2000년 한국방송 성우극회 공채 28기로 입사했다. 배우자는 같은 성우인 채의진이다.

## 수상 경력
- 2002년 12월 KBS 라디오 연기대상 - 남자 신인상 수상

## 출연 작품

### TV 애니메이션
- 공룡킹 어드벤처 (재능TV) - 세스/쟈크/쥬라이/오웬 박사
- BLOOD+ (애니맥스) - 미야구스쿠 조지 / 루이스 / 솔로몬
- DARKER THAN BLACK -흑의 계약자- (애니맥스) - 에리스
- R.O.D (애니원) - SP1 / 책방 주인 / 보좌관 / 현장삼장 / 데이비드
- xxx HOLIC 극장판 - 한 여름의 꿈 (애니박스) - 정령
- 강철의 연금술사 (애니원) - 크레이
- 건담 0080 주머니 속 전쟁 OVA (애니박스) - 스튜어트
- 겨울연가
- 고스트 바둑왕 (KBS) - 오진혁
- 곤 (EBS) - 메타케이
- 골프천재 탄도 (챔프)
- 금붕어 주의보 (애니원) - 수현
- 나루토 질풍전 (투니버스) - 주고
- 다카하시 루미코 극장 - 인어의 숲 (애니원)
- 데스노트 (애니원) - 제라스
- 델토라 퀘스트 (애니맥스) - 라이
- 디가타 원정대 (애니맥스) - 말코
- 디지몬 프론티어 (투니버스) - 루체몬 폴다운 모드 / 지하철 안내방송
- 디지몬 고스트 게임 (재능TV) - 펠레스몬 / 캡틴후크몬 / 다크리자몬
- 또봇 V - 또봇 몬스터, 강상도
- 내 마음은 무지 (투니버스)
- 레고 닌자고 - 래그멍크, 킬로, 황제
- 레고 시티 어드벤처 - 밥, 플렉
- 르브바하프 왕국 재건설기 (MBC) - 아론 / 해설 / 존 장군
- 마이리틀포니 (투니버스) - 매킨토시
- 마탐정 로키 라그나로크 (애니원) - 고우
- 메탈베이블레이드 (투니버스) - 왕 다샹
- 명랑 개구리 뽕키치 (재능TV) - 소웅기
- 미앤마이로봇 (EBS) - 헤드로
- 바람의 검심 (애니원) - 용휘
- 바질리스크 ~코우가인법첩~ (애니박스) - 해설
- 베르사이유의 장미 (EBS) - 루이 15세
- 블리치 (애니맥스) - 우류 / 쿠로우도 / 야미 / 키라 / 코테 부장
- 사이버 포뮬러 더블원 (애니박스) - 스고 오사무 / 아스라다
  - 사이버 포뮬러 Zero (애니박스) - 스고 오사무
  - 사이버 포뮬러 SAGA (애니박스) - 스고 오사무 / 아스라다
- 수신연무 (애니맥스) - 코츠
- 수왕성 (애니맥스) - 오클톱 / 벨라소나 / 젯소 / 헤임달
- 스캔2고 (SBS) - 한마루
- 스킵비트 (애니맥스) - 츠루가 렌
- 스트라토스4 (애니맥스)
- 스피드 레이서 넥스트 제너레이션 (카툰네트워크) - 자일 자이작
- 슬레이어즈 극장판 - 완전무결 (애니박스) - 마도사
- 슬레이어즈 리턴 (애니박스) - 마도사
- 울트라맨 티가 (MBC 무비스) - 수혁 / 해설
- 싸이킥스 (MBC) - 라지칸
- 썬더 일레븐 (재능TV, 투니버스) - 눈보라 / 맹수현 / 손제빈
- 쓰담쓰담 동물원 프렌쥬 (EBS)
- 엘라의 모험 2: 백설공주 길들이기 (KBS) - 그림
- 요절복통 사총사 (EBS) - 토웨스 선생님
- 우리는 긴급구조대 (EBS) - 피티
- 원피스 (KBS, 투니버스, 대원방송) - 드레이크 소령 / 겐보우 / 게다츠 / 베르고
- 이겨라! 얏타맨 (재능TV) - 해골대장 / 해설
- 조이드 신세기제로 (챔프) - 잭 시스코
- 지옥소녀 (애니맥스) - 토키치
- 천하무적 아머히어로 (재능TV) - 정지훈 (드래곤맨)
- 최종병기 그녀 OVA (애니박스) - 이토
- 츠바사 크로니클 (투니버스) - 사쿠라 아버지
- 침묵의 함대 (애니박스) - 야마나카
- 카미츄! (애니맥스)
- 케이온 (애니맥스) - 악기가게 점원 / 크라우저 2세
- 트랜스포머 애니메이티드 (카툰네트워크) - 라쳇
- 트레인 히어로 (재능TV) - 닐
- 파이 브레인 - 신의 퍼즐 (재능TV) - 가몬
- 파워퀀텀맨 (KBS) - 이도민
- 판타스마고리아 (애니원)
- 포켓몬스터 DP 극장판 (재능TV) - 다크라이
- 플레이볼 (애니맥스) - 재석 / 중현
- 한국사 시간여행 (EBS) - 최영 / 김종서 / 신숙주 / 경상도 의병장 / 이발 / 손홍록 / 이윤룡
- 헌터X헌터 (애니원) - 프랭클린
  - 헌터X헌터 OVA (애니박스) - 프랭클린
- 헌터X헌터 리메이크 (애니맥스) - 체즈게라
- 현시연 (애니맥스) - 다나카
- 호기심 나라 오키도  (EBS) - 짐
- 치치랜드 (투니버스) - 지프
- 허풍선이 과학쇼 시즌2 (EBS1) - 해설
- 어벤져스 울트론 레볼루션 (EBS) - 캡틴 아메리카
- 출동! 슈퍼윙스 (EBS) - 주주, 다알지 할아버지, 데마 아빠, 니콜 아빠, 메이 아빠
- 헬로 카봇 (KBS) - 아이누크
- 원피스 Orignal 17기 - 펑크해저드 편 (애니원) - 베르고
- 포켓몬스터 W (투니버스) - 단델
- 포켓몬스터 (재능TV) - 팔자크

### 극장판 애니메이션
- 괴물의 아이 (MOVIE) - 하쿠슈보
- 꼬마영웅 경찰차 프로디 (MOVIE)
- 굴뚝마을의 푸펠 (MOVIE) - 브루노
- 노아의 방주: 남겨진 녀석들 (MOVIE) - 오비씨
- 니코: 산타비행단의 모험 (MOVIE) - 독수리1 / 산타비행단1
- 두갈: 마법의 회전목마 (MOVIE)
- 드래곤 기사단 (MOVIE) - 란슬럿
- 로덴시아: 마법왕국의 전설 (MOVIE)
- 디아루가VS펄기아VS다크라이 - 다크라이
- 로코 왕국의 전설: 엘프킹을 찾아서 (MOVIE) - 엘프킹
- 리틀드래곤 코코넛 (MOVIE) - 조지
- 래빗 스쿨 (MOVIE) - 프릿츠
- 마법의 세계 녹터나 (MOVIE) - 모카대장
- 마야2 (MOVIE) - 베드포드, 플립
- 미니언즈 (MOVIE)
- 버즈 라이트이어 (영화) - 버즈 라이트이어
- 부그와 엘리엇 2 (MOVIE) - 서지
- 부니 베어 : 롤라 구출 대모험 (MOVIE) - 모리스
- 빅 (MOVIE) - 할아버지 북극곰
- 빅풋 주니어 (MOVIE) - 빅풋 아빠
- 뽀로로 극장판 슈퍼썰매 대모험 (MOVIE) - 푸푸
- 새미의 어드벤처 (MOVIE) - 어린 레이
- 새미의 어드벤처 2 (MOVIE) - 마누엘, 마르코
- 슈렉 2 (KBS) - 늑대
- 슈퍼노바 지구 탈출기 (MOVIE) - 스콜치
- 신암행어사 (MOVIE) - 보좌관
- 썬더일레븐 GO VS 골판지 전사 W (MOVIE) - 눈보라
- 썬더일레븐 GO: 궁극의 우정 그리폰 (MOVIE) - 눈보라 / 어린 보라
- 썬더일레븐 극장판: 최강군단 오우거의 습격 (MOVIE) - 맹수현
- 스트레스 제로 (MOVIE) - 짱돌
- 아기기린 자라파 (MOVIE)
- 옐로우 버드 (MOVIE) - 다리우스
- 요술공주 밍키: 꿈속의 윤무 (MOVIE) - 아빠 / 뭉뭉
- 유고와 라라: 하늘 고래와 구름섬 대모험 (MOVIE) - 호랑이
- 유다의 사자: 부활절 대모험 (MOVIE) - 슬링크
- 일곱난쟁이 (MOVIE) - 랄피, 써니, 버너
- 주토피아 - 스튜 홉스/꽃집 주인/남 앵커
- 진바오의 모험 (MOVIE) - 마왕
- 쿵푸 팬더 3 (MOVIE) - 리
- 쿵푸 팬더 4 (MOVIE) - 리
- 쿰바: 반쪽무늬 얼룩말의 대모험 (MOVIE) - 세코, 스칼크
- 짱구는 못말려 극장판: 부리부리 3분 대작전 (MOVIE) - 건담
- 키코리키: 황금모자의 비밀 (MOVIE) - 베리, 애벌레, 알렉
- 터보 (MOVIE) - 화이드섀도
- 페이머스 파이브: 키린섬의 비밀 (MOVIE) - 쿠엔틴
- 하울의 움직이는 성 (MOVIE) - 종업원 外

### 특수촬영 드라마
- 가면라이더 드래건 극장판 (애니박스) - 토오루
  - 가면라이더 아기토 극장판 (애니박스) - 토오루
- 울트라맨 메비우스 (재능TV) - 천재희
- 초성신 그란 세이저 (챔프) - 쿠도 텐마
- 파워레인저 와일드스피릿 (챔프) - 해설 / 마키리카 / 규야 / 모리야 / 시유 / 가타 / 샤키 첸 / 푠 표우

### 외화

#### 드라마
- 넘버스(SBS) - 찰리 엡스 (데이비드 크럼홀츠)
- 닥터 후 (KBS) - 캔튼(마크 셰퍼드)
- 대지의 기둥 (KBS) - 글로스터(맷 드베르) / 알프레드(리엄 개리건) / 리처드(샘 클라플린)
- 리포터즈 (KBS) - 크리스티앙
- 슈퍼 볼케이노 (KBS) - 데이브(애드리언 홈즈)
- 스캔들 (KBS) - 해리슨 (컬럼버스 숏)
- 심해원정대 오르페우스호 (KBS) - 아르카디(톰 블라시하)
- 아라비안 나이트 (TBC)
- 엠파이어(KBS) - 옥타비우스(산티아고 카브레라)
- 유성왜건 (채널J) - 하시모토 토시아키
- 이브(EBS) - 닉(벤 카트라이트)
- 천사들의 합창 (SBS)
- 콜드 케이스 시즌 1 (KBS) - 스카티 발렌스(대니 피노)
- 히어로즈 시즌 1 (SBS) - 히로 나카무라(마시 오카) / 호킨스(레오나드 로버츠)

#### 영화
- 007 네버다이 (KBS)
- 그레이티스트 (KBS) - 베넷 (에런 존슨)
- 노 맨스 랜드 (KBS)
- 늑대소녀 살라 (EBS) - 바로 (주하 쿠코넨)
- 닥터 T (KBS) - 마크
- 달은 어디에 떠 있는가 (KBS) - 세일 (오기 시게미츠)
- 드리머 (KBS) - 마놀린 (프레디 로드리게즈)
- 디어 마이 베이비 (KBS) - 브라이언 (윌 멜러)
- 라스트 캐슬 (KBS) - 예이츠 (마크 러펄로)
- 레이싱 스트라이프스 (SBS) - 프라이드(종마의 아들) (조슈아 잭슨)
- 마디타와 리사벳 (EBS) - 아빠 (비요른 그라나스)
- 마법사, 롬바르도 (EBS) - 플로리안 (피터 간츨러)
- 말썽꾸러기 로타 (EBS) - 아빠 (클라스 맘베르크)
- 매치스틱 맨 (SBS) - 안젤라의 남친(프랜 크랜즈)
- 매트릭스 2: 리로디드 (SBS) - 키트(클레이턴 왓슨) / 세라프(예성)
- 매트릭스 3: 레볼루션 (SBS) - 키트(클레이턴 왓슨) / 세라프(예성)
- 몬스터 볼 (KBS) - 교도관(마샬 케인)
- 못말리는 로타 (EBS) - 아빠 (클라스 맘베르크)
- 뮬란 - 텅 용 장군(견자단)
- 미세스 다웃파이어 (SBS) - 잭 (스콧 캐푸로)
- 미스터리 알래스카 (KBS) - 코너(마이클 부이)
- 미스 포터(KBS) - 마부(크리스 미들턴) / 해설
- 미트 페어런츠 2 (KBS) - 호르헤 (레이 산티아고)
- 버추얼 웨폰 (KBS) - 주능(온조륜)
- 블랙 호크 다운 (KBS) - 마이크 듀랜트 준위(론 엘다드) / 슈미트(휴 댄시)
- 비올라 키스 에브리바디 (SBS) - 새뮤얼 (발레리노 마스탄드레아)
- 빅히트 (SBS) - 빈스 (안토니오 사바토 주니어)
- 빨간 머리 앤(영어판) (EBS)
- 사랑은 방울방울(KBS) - 웨이터
- 사자왕 형제의 모험 (EBS) - 요시스 (폴케 요르트)
- 사하라 (KBS) - 루디(레인 윌슨)
- 살아있는 시체들의 밤 (1968년) - 뉴스 캐스터
- 슈가&스파이스 (SBS)
- 스워드피쉬 (SBS) - 라이스만의 보좌관(테이트 도너번) / 가브리엘의 부하(윌리엄 메이포서) / 외국인 해커의 변호사(커크 울러)
- 스타워즈 에피소드 4: 새로운 희망 (KBS) - 반란군(드류 헨리) / 제국군(크리스토퍼 먼케) / 스톰 트루퍼
- 식스티 세컨즈 (KBS) - 토비(윌리엄 리 스콧)
- 쌍웅 (KBS)
- 아마게돈 (SBS) - 맥스 (켄 허드슨 캠벨)
- 아멜리에 (KBS) - 스포츠캐스터 / 아나운서 / 마도의 남편
- 아버지의 그늘 (KBS)
- 아이언 맨 (KBS) - 콜슨 요원 (클라크 그레그)
- 아이언 맨 3 - 알드리치 킬리언(가이 피어스)
- 아일랜드 (SBS) - 알버트 로랑 (자이몬 혼수)
- 알비노 엘리게이터 (KBS)
- 어벤저스 2/퍼스트 어벤저/캡틴 아메리카: 윈터 솔져 (MBC)/어벤져스: 인피니티 워/어벤져스: 엔드게임 - 스티브 로저스/캡틴 아메리카(크리스 에반스)
- 어썰트 13 (SBS) - 마이크(커리 그레이엄)
- 엑소시스트 (SBS) - 다이어 신부 (레버런드 윌리엄 오말리) / 심리학자(아서 스토치)
- 엑스페리먼트 (KBS) - 조(보탄 빌케 뫼링) / 간수(마커스 클라욱)
- 연애사진 (SBS)
- 오보소도 (SBS) - 19살 피에로 (에두아르도 가브리엘리니)
- 온 더 라인 (SBS) - 랜디 (제임스 벌리아드) / 크리스
- 왕과의 하룻밤 (KBS) - 이새(요나 로탄)
- 우주소년 제논 (EBS) - 플랭크 선장 (스튜어트 팬킨)
- 워터 보이즈 (KBS) - 가나자와 (곤도 코엔)
- 윌리엄과 케이트의 러브 스토리 (KBS) - 윌리엄 (니코 에버스스윈덜)
- 임포스터 (SBS)
- 자호접 (KBS) - 스투 (리우예)
- 존 말코비치 되기 (KBS) - 매니저(카를로스 자콧)
- 줄리엣을 위하여 (KBS)
- 지 아이 제인 (SBS)
- 진주만 (SBS) - 구즈 우드 (마이클 섀넌) / 안소니(그렉 졸라) / 영국 공군(토니 커런)
- 착신아리 파이널 (KBS) - 테루야(야마네 카즈마)
- 책상 서랍 속의 동화 (KBS) - 직원(부신민)
- 챈스 일병의 귀환 (KBS) - 아렌즈(엔버 조카이)
- 카라멜 (KBS) - 요제프 (아델 카람)
- 칼라의 소망 (EBS)
- 케이브 (SBS) - 탑 (모리스 체스트넛)
- 킹 오브 쏘로우 ~ 참을 수 없는 슬픔 (KBS)
- 타임라인 (KBS)
- 타임 머신(SBS) - 학생(칼렙 마요)
- 템플 기사단의 잃어버린 보물 (EBS) - 삭슨 (커트 라벤)
- 투 웡 푸 (KBS)
- 툼 레이더 2: 판도라의 상자 (SBS) - 코사(자이먼 혼수) / 지미(파비아노 마르텔)
- 트랜스포머 (KBS) - 레녹스 (조시 더멜)
  - 트랜스포머2 (KBS) - 윌리엄 레녹스 대위 (조시 더멜)
- 트로이 (SBS) - 패트로클로스(가렛 헤드룬드)
- 트리플 엑스 (KBS) - 젠더의 친구(롭 웰스)
- 파 프롬 헤븐 (KBS)
- 프릭스 (SBS) - 하랜 그리피스 (더그 E. 더그)
- 프렌치 키스2 (SBS)
- 헬레이저5 (KBS)
- 호두까기 인형과 4개의 왕국 - 슈탈바움(매듀 맥퍼딘)
- 황비홍5 (SBS)
- 히 갓 게임 (SBS) - 지저스 (레이 앨런)

### 다큐
- 경이로운 자연의 세계 (EBS)
- 낭독의 발견 (KBS)
- 발견 ! 과학 이야기 (EBS)
- 슈퍼코리언 (SBS)
- 심야스페셜 (MBC)
- 2005.07.11 KBS 세계걸작다큐 <지구 환경의 현주소> 제1부 지구 온난화의 부작용
- 2008.06.10 EBS 다큐10+ <라틴 아메리카, 문명의 수수께끼들> 제1편 잉카의 문명과 미라 (해설)
- 2008.06.12 EBS 다큐10+ <시간탐험 - 찰나에서 광년까지> 제1부
- 2008.06.17 EBS 다큐10+ <라틴 아메리카, 문명의 수수께끼들> 제2편 마추픽추와 하늘의 길 (해설)
- 2008.06.19 EBS 다큐10+ <시간탐험 - 찰나에서 광년까지> 제2부
- 2008.06.26 EBS 다큐10+ <인류를 위협하는 대재앙, 화산>
- 2008.07.17 EBS 다큐10+ <천연가스의 보고, 바렌츠해>
- 2008.11.06 EBS 다큐10+ <버락 오바마, 그는 누구인가> (해설)
- 2008.12.02 EBS 다큐10+ <위기의 시작 - 미국 부동산 시장 붕괴>
- 2009.02.22 EBS 다큐10+ <공룡 미라의 비밀>
- 2009.03.24 EBS 다큐10+ <제국의 건설, 로마> 제1부
- 2009.03.25 EBS 다큐10+ <제국의 건설, 로마> 제2부
- 2009.04.07 EBS 다큐10+ <악어, 최강 포식자의 비밀>
- 2009.06.02 EBS 다큐10+ <첨단 병기, 이렇게 만들어졌다> 제1부 저격용 라이플총 바렛
- 2009.06.09 EBS 다큐10+ <첨단 병기, 이렇게 만들어졌다> 제2부
- 2009.06.16 EBS 다큐10+ <첨단 병기, 이렇게 만들어졌다> 제3부
- 2009.06.23 EBS 다큐10+ <첨단 병기, 이렇게 만들어졌다> 제4부
- 2009.06.30 EBS 다큐10+ <첨단 병기, 이렇게 만들어졌다> 제5부
- 2009.08.04 EBS 다큐10+ <2차 대전 최대의 공중전> 제1부 전투의 시작
- 2009.08.11 EBS 다큐10+ <2차 대전 최대의 공중전> 제2부 독수리의 날
- 2009.08.18 EBS 다큐10+ <2차 대전 최대의 공중전> 제3부 불타는 런던
- 2009.08.25 EBS 다큐10+ <아톨프 히틀러의 최후> (해설)
- 2009.09.30 EBS 다큐10+ <붕괴사고 현장을 가다>
- 2009.10.06 EBS 다큐10+ <거대 동물 멸종의 비밀>
- 2009.10.13 EBS 다큐10+ <미래의 공중전> 제1부 차세대 전투기의 등장
- 2009.10.20 EBS 다큐10+ <미래의 공중전> 제2부  우주전쟁의 시작
- 2009.11.09 EBS 다큐10+ <베를린 장벽 붕괴 20주년 특집 1989년 11월 9일, 베를린 장벽>
- 2009.11.17 EBS 다큐10+ <남성호르몬 테스토스테론의 비밀>
- 2009.12.01 EBS 다큐10+ <인류의 미래를 지켜라> 제1부 자연 재해의 위협
- 2010.01.19 EBS 다큐10+ <죽음의 바다, 베링해의 어부들>
- 2010.02.02 EBS 다큐10+ <라틴 아메리카의 문명의 수수께끼> 제1부 잉카문명과 미라
- 2010.02.09 EBS 다큐10+ <라틴 아메리카의 문명의 수수께끼> 제2부 마추픽추와 하늘의 길
- 2010.05.11 EBS 다큐10+ <자연의 경고, 화산 폭발>
- 2010.06.01 EBS 다큐10+ <기후전쟁> 제3부 미래를 위한 싸움
- 2010.06.15 EBS 다큐10+ <사라진 포식자들> 제1편 공포새
- 2010.06.22 EBS 다큐10+ <사라진 포식자들> 제2편 하이에노돈
- 2010.06.29 EBS 다큐10+ <사라진 포식자들> 제3편 엔톨로돈트
- 2010.07.06 EBS 다큐10+ <사라진 포식자들> 제4편 메갈로돈
- 2012.01.02 EBS 다큐10+ <스라소니 야생으로 돌아가다>
- 2012.01.19 EBS 다큐10+ <얘들아, 학교 가자!> (해설)
- 2012.02.02 EBS 다큐10+ <인류의 탄생> 제1부 최초의 인간
- 2012.02.09 EBS 다큐10+ <인류의 탄생> 제2부 호모에렉투스
- 2012.03.01 EBS 다큐10+ <말벌의 전사, 카야포 족> (해설)
- 2012.03.14 EBS 다큐10+ <공포의 대지진> 제3부 고층건물을 위협하는 장주기 지진동
- 2012.03.15 EBS 다큐10+ <공포의 대지진> 제4부 쓰나미가 대도시를 덮칠 때
- 2012.03.22 EBS 다큐10+ <1924년 에베레스트 등정기> (해설)
- 2012.03.23 EBS 다큐10+ <해양오디세이>
- 2012.04.04 EBS 다큐10+ <지구 대탐험> 제1부 지각과 맨틀
- 2012.04.12 EBS 다큐10+ <지구 대탐험> 제2부 외핵과 내핵
- 2012.04.25 EBS 다큐10+ <새끼 매머드 류바> (해설)
- 2012.05.24 EBS 다큐10+ <기업의 힘> 제1부 기업의 탄생
- 2012.05.25 EBS 다큐10+ <기업의 힘> 제2부 무한한 시장
- 2012.05.31 EBS 다큐10+ <기업의 힘> 제3부 부의 사냥
- 2012.06.01 EBS 다큐10+ <기업의 힘> 제4부 성장을 위한 갈등
- 2012.06.07 EBS 다큐10+ <기업의 힘> 제5부 위기의 순간
- 2012.06.08 EBS 다큐10+ <기업의 힘> 제6부 누가 기업을 지배하는가?
- 2012.06.14 EBS 다큐10+ <기업의 힘> 제7부 일본 기업의 약진
- 2012.06.15 EBS 다큐10+ <기업의 힘> 제8부 기업 성공의 열쇠
- 2012.06.21 EBS 다큐10+ <기업의 힘> 제9부 발전하는 중국 기업
- 2012.06.22 EBS 다큐10+ <기업의 힘> 제10부 기업의 미래
- 2012.06.13 EBS 다큐10+ <살아 숨 쉬는 지구> 제4부 뉴질랜드
- 2012.06.27 EBS 다큐10+ <스핑크스의 수수께끼>
- 2012.07.06 EBS 다큐10+ <첨단기술의 현장을 가다> 제1부 영국 최신예 핵잠수함 애스튜트호
- 2012.07.13 EBS 다큐10+ <첨단기술의 현장을 가다> 제2부 롤스로이스의 항공기 엔진
- 2012.07.12 EBS 다큐10+ <시카고 동물원의 수의사들> (해설)
- 2012.07.27 EBS 다큐10+ <화산의 나라, 아이슬란드> (해설)
- 2012.08.03 EBS 다큐10+ <벌레들의 작은 우주> (해설)
- 2012.08.28 EBS 다큐10+ <아우슈비츠의 두 얼굴> (해설)
- 2012.09.12 EBS 다큐10+ <죽음을 부르는 산, K2> (해설)
- 2012.09.19 EBS 다큐10+ <최첨단, 최정예 미 해병원정부대> 제1부
- 2012.09.26 EBS 다큐10+ <최첨단, 최정예 미 해병원정부대> 제2부
- 2012.10.01 EBS 다큐10+ <에게해의 매혹적인 사냥꾼 엘레오노라팔콘>
- 2012.10.04 EBS 다큐10+ <메루 국립공원의 생태복원 프로젝트> (해설)
- 2012.10.26 EBS 하나뿐인 지구 <가파도의 도전, 탄소 제로 섬> (해설)
- 2012.11.01 EBS 다큐10+ <오바마의 백악관> (해설)
- 2012.11.08 EBS 다큐10+ <세계의 산> 제8부 킬리만자로
- 2012.12.04 EBS 다큐10+ <식물의 신비> (해설)
- 2012.12.06 EBS 다큐10+ <중세 고딕 성당의 비밀> (해설)
- 2012.12.14 EBS 하나뿐인 지구 <야생동물 구조일기 - 응급센터 24시> (해설)
- 2012.12.20 EBS 다큐10+ <소련은 어떻게 무너졌나?>
- 2012.12.26 EBS 다큐10+ <양치기의 마지막 여정>
- 2013.01.15 EBS 다큐10+ <놀라운 중장비의 세계> 제1부 헤비급 파괴자
- 2013.01.21 EBS 다큐10+ <오바마의 박물관> (해설)
- 2013.01.25 EBS 하나뿐인 지구 <하나뿐인 지구> (해설)
- 2013.02.20 EBS 다큐10+ <피렌체, 르네상스의 비밀> (해설)
- 2013.02.25 EBS 다큐10+ <스티브 잡스의 메시지 - 항상 갈망하고, 우직하게 버텨라> (해설)
- 2013.03.19 EBS 다큐10+ <사라진 포식자들 - 공포새>
- 2013.03.26 EBS 다큐10+ <사라진 포식자들 - 하이에노돈>
- 2013.04.02 EBS 다큐10+ <사라진 포식자들 - 엔텔로돈트>
- 2013.04.09 EBS 다큐10+ <사라진 포식자들 - 메갈로돈>
- 2013.04.17 EBS 다큐10+ <친환경 기술> 제2편 지열발전
- 2013.04.23 EBS 다큐10+ <친환경 기술> 제4편 바레인 세계무역센터
- 2013.05.01 EBS 다큐10+ <스라소니, 야생으로 돌아가다> (해설)
- 2013.07.03 EBS 다큐10+ <스핑크스의 수수께끼>
- 2013.07.30 EBS 다큐10+ <중세 고딕 성당의 비밀> (해설)
- 2013.08.06 EBS 다큐10+ <승자와 패자, 핵 개발의 역사> (해설)
- 2013.08.19 EBS 다큐10+ <사치의 역사> 제1부 고대 그리스 : 과유불급 (해설)
- 2013.08.20 EBS 다큐10+ <사치의 역사> 제2부 중세 유럽 : 죽어 마땅한 죄 (해설)
- 2014.05.08 EBS 세계의 산 <아우얀테푸이>
- 2014.06.22 EBS 세계의 눈 <아돌프 히틀러> 제1부 독일을 손에 넣다 (해설)
- 2014.06.29 EBS 세계의 눈 <아돌프 히틀러> 제2부 야욕을 드러낸 독일 제국 (해설)
- 2014.07.06 EBS 세계의 눈 <아돌프 히틀러> 제3부 유럽을 잿더미로 만들다 (해설)
- 2014.10.26 EBS 세계의 눈 <벌레들의 작은 우주> (해설)
- 2014.11.30 EBS 세계의 눈 <피렌체, 르네상스의 비밀> (해설)
- 2014.12.28 EBS 세계의 눈 <승자와 패자, 핵개발의 역사> (해설)
- 2015.01.24 EBS 세계의 눈 <살아 숨 쉬는 지구> 제4부 뉴질랜드
- 2015.01.31 EBS 세계의 눈 <아돌프 히틀러> 제1부 독일을 손에 넣다 (해설)
- 2015.02.07 EBS 세계의 눈 <아돌프 히틀러> 제2부 야욕을 드러낸 독일 제국 (해설)
- 2015.02.14 EBS 세계의 눈 <아돌프 히틀러> 제3부 유럽을 잿더미로 만들다 (해설)
- 2015.02.01 EBS 세계의 눈 <야생의 제왕, 사자> (해설)
- 2015.02.08 EBS 세계의 눈 <검은 개구리매의 비밀> (해설)
- 2015.04.25 EBS 세계의 눈 <개와 인간의 우정> (해설)
- 2015.05.17 EBS 하늘에서 본 세계 <독일> (해설)
- 2015.07.24 EBS 금요필러 <다시 보는 미국 : 푸드 머신>
- 2015.08.21 EBS 금요필러 <다시 보는 미국 : 교통 시스템>
- 2015.03.11 JTBC 스페셜 다큐멘터리 <야생의 보금자리> (해설)
- 2015.03.12 JTBC 스페셜 다큐멘터리 <스파이 돌고래> (해설)
- 2015.10.22 MBC 네트워크 특선 <숲길, 물길, 들길 세종 100리길> (해설)
- 2016.09.17 EBS 추석 특집 다큐멘터리 <플래닛 오션> (해설)
- 2016.10.30 EBS 일요필러 <하이클레어 성의 비밀> (해설)
- 2017.02.27 EBS 과학다큐멘터리 <우리의 미래 - 1부 인간의 지능을 넘어> (해설)
- 2017.12.26 EBS 과학다큐멘터리 <무엇이 우리를 인간으로 만드는가?> (해설)

### 라디오 드라마

#### KBS
다큐멘터리 인물과 사건 (KBS 라디오)
- 2006.10.29 ~ 2008.04.20 (해설 / 진행)

연속낭독 (KBS 3라디오)
- 2013.10.06~2013.11.04 강신주 作 <철학이 필요한 시간> (낭독)
- 2014.04.04~2014.05.17 문정우 作 <나는 읽는다> (낭독)

소설극장 (KBS 3라디오)
- 2006.01.23~2006.03.03 심윤경 作 <나의 아름다운 정원> (해설)
- 2013.05.04~2013.07.07 김진명 作 <몽유도원> (해설)
- 2017.03.13~ 기욤 뮈소 作 <구해줘> (해설)

라디오 극장 (KBS 2라디오)
- 2005.05.01~2005.05.31 송정림 作 <라디오 러브 스토리> (진모)
- 2005.09.01~2005.09.30 박범신 作 <나마스테> (카밀)
- 2006.05.01~2006.05.31 신경숙 作 <외딴방> (경수)
- 2014.11.01~2014.11.30 전명 作 <파라한> (태한)
- 2015.09.01~2015.09.30 박하익 作 <선암여고 탐정단> (하연준)
- 2018.02.01~ 최지운 作 <시간을 마시는 카페> (낙천)

라디오 독서실 (KBS 라디오)
- 2000.02.06 이인화 作 <시인의 별 - 채련기주석>
- 2000.03.12 정규웅 作 <글동네에서 생긴 일>
- 2000.05.21 조창인 作 <가시고기>
- 2000.07.02 이경자 作 <생은 늙지도 않아>
- 2000.07.16 조경란 作 <나의 자줏빛 소파>
- 2000.07.30 엄창섭 作 <황금색 발톱>
- 2000.08.27 조앤.K.롤링 作 <해리포터와 마법사의 돌>
- 2000.09.03 오히라 미쓰요 作 <그러니까 당신도 살아>
- 2000.09.24 서하진 作 <기차가 지나는 마을>
- 2000.10.01 하성란 作 <삿뽀르 여인숙>
- 2000.10.08 이지형 作 <망하거나 죽지 않고 살 수 있겠니>
- 2000.10.15 박범신 作 <그 해 가장 길었던 하루>
- 2000.11.05 김종광 作 <경찰서여 안녕>
- 2000.12.03 최일남 作 <아주 느린 시간>
- 2000.12.31 구리 료헤이 作 <우동 한그릇>
- 2001.11.04 김훈 作 <칼의 노래>
- 2001.12.09 김종광 作 <많이 많이 축하드려유>
- 2001.12.30 감중미 作 <괭이부리말 아이들>
- 2002.01.06 권정현 作 <수> (수예점 주인)
- 2002.02.03 박범신 作 <세상의 바깥> (과장)
- 2002.02.10 조정래 作 <한강>
- 2002.02.17 권지예 作 <섬> (의사)
- 2002.03.24 서하진 作 <비밀> (남편)
- 2002.04.14 김다은 作 <초대받지 못한 그림들> (상무)
- 2002.05.19 민경현 作 <너의 꿈을 춤추련다> (젊을 때 스승, 노사)
- 2002.06.09 이원규 作 <강물은 바람을 안고 운다> (특파원)
- 2002.08.04 성석제 作 <황만근은 이렇게 말했다> (재석)
- 2002.08.11 김형경 作 <사랑을 선택하는 특별한 기준> (문규)
- 2002.09.01 허경진 作 <허균 평전> (허봉)
- 2002.09.08 한승원 作 <물보라> (사내)
- 2002.09.15 마르셀 에메 作 <벽으로 드나드는 남자> (직원1)
- 2002.09.22 이순원 作 <망배> (큰 형)
- 2002.10.06 윤정모 作 <꾸야삼촌> (새아버지)
- 2002.11.03 공선옥 作 <그것은 인생> (김씨)
- 2002.11.17 한창훈 作 <해는 뜨고 해는 지고> (은례)
- 2003.01.05 김나정 作 <비틀즈의 다섯 번째 멤버> (해설)
- 2003.11.02 조헌용 作 <어머니는 어느 강을 흐르고 있을까> (해설 / 나)
- 2004.06.27 원재길 作 <달밤에 몰래 만나다> (만식)
- 2004.08.29 정이현 作 <타인의 고독> (해설 / 종우)
- 2005.04.24 김숙종 作 <낙타채> (상호)
- 2009.05.10 이순원 作 <수색, 그 물빛을 찾아서> (해설 / 수호)
- 2010.01.10 박성원 作 <얼룩> (해설)
- 2011.05.29 최일남 作 <타령> (해설)
- 2012.09.09 김애란 作 <그곳에 밤 여기에 노래> (용대)
- 2014.08.31 이장욱 作 <우리 모두의 정귀보> (나)
- 2016.01.17 이청해 作 <어디까지 왔나> (훈)
- 2016.08.28 송시우 作 <좋은 친구> (나)

KBS 무대 (KBS 라디오)
- 2000.02.13 <제 3초소의 전설>
- 2000.04.23 <원스트라이크 원볼>
- 2000.07.09 <그대가 이 세상에 있는 것만으로>
- 2000.07.16 <죽고 싶은 남자, 살고 싶은 여자> (119 구급대원)
- 2000.08.26 <오계장을 위한 건배>
- 2000.09.17 <한 여름 밤의 꿈>
- 2000.10.01 <우리가 헤어질 때>
- 2000.11.05 <호랑이를 찾아서> (산악인)
- 2000.11.26 <머피의 법칙>
- 2001.03.04 <욕쟁이 국밥집>
- 2001.03.11 <유원지에서 길을 잃다>
- 2001.03.25 <봄, 산수유 꽃이 지듯>
- 2001.04.01 <K의 꿈>
- 2001.04.15 <그들이 헤어진 후에>
- 2001.04.22 <오뜨볼타 공화국 체류기>
- 2001.04.29 <도시 속을 걷는 낙타>
- 2001.05.20 <홍서>
- 2001.05.27 <그 여자가 사는 법>
- 2001.07.22 <남편을 빌려드립니다>
- 2001.07.29 <멍에>
- 2001.08.12 <전포선생을 찾아서>
- 2001.09.02 <그 여자의 성>
- 2001.09.16 <귀여운 여인>
- 2001.09.23 <아름다운 사랑 슬픈 이별>
- 2001.09.30 <어른들만 듣는 동화>
- 2001.10.28 <계약결혼>
- 2001.11.11 <어느 자서전 대필작가의 귀향> (고래)
- 2001.11.18 <그 여자에게 생긴 일>
- 2001.12.09 <포구엔 그리움이 있다>
- 2001.12.30 <송년 별곡>
- 2002.01.20 <강의 저쪽> (형사)
- 2002.01.27 <아버지에게 가는 길> (의사)
- 2002.02.03 <나는 지금 705호 여자를 만나러 가야 한다> (김기자)
- 2002.02.10 <임오생 두 김씨> (젊은 오출)
- 2002.02.17 <남자는 두 번 울지 않는다> (동수 친구)
- 2002.02.24 <제 아내는 외출 중입니다.> (동료)
- 2002.03.10 <에로스의 전쟁> (담임)
- 2002.04.07 <꽃님이의 봄! 봄!!> (방송국 피디)
- 2002.04.21 <17층> (식당 주인)
- 2002.05.05 <영자야 ! 영자야!> (부동산 중개사)
- 2002.05.02 <그녀들이 사는 집> (이찬영)
- 2002.05.19 <소를 찾아서> (기자)
- 2002.05.26 <지성마트(知性mart4)남매> (김서방)
- 2002.06.02 <할단새 이야기> (남자)
- 2002.06.09 <어느 날 만남이 있었기에> (남자)
- 2002.06.19 <탄생일기> (의사)
- 2002.07.07 <당신이 내가 될 때> (친구)
- 2002.07.21 <결혼 이야기> (서차남)
- 2002.07.28 <딩고와 잠비> (의사)
- 2002.08.11 <인연> (남편)
- 2002.08.18 <울음소리-납량특집-> (박형사)
- 2002.08.25 <오이를 볶는 저녁식사> (이대리)
- 2002.09.01 <에피소드 1> (구씨)
- 2002.09.15 <모로코의 깊고 푸른 밤> (하산)
- 2002.09.29 <소크라테스와 불돌이> (손님)
- 2002.10.06 <한심한 청춘> (남자)
- 2002.10.20 <만두집 여자> (남편)
- 2002.11.10 <자폐를 위한 소나타> (최기타)
- 2002.11.17 <가을 이중주> (박소장)
- 2002.11.24 <비목어의 사랑> (학생)
- 2002.12.15 <최고의 향기> (민석 형)
- 2003.01.19 <당신의 이름> (의사)
- 2003.02.02 <구룡반점에 가면 사랑이 있을까> (유성철)
- 2003.02.09 <뜨거운 꽃> (승원)
- 2003.04.20 <봄날에> (마을 사람)
- 2004.04.11 <각인>
- 2004.11.14 <창명비조도> (자운)
- 2005.03.06 <바람의 시> (지훈)
- 2005.04.30 <기쁜 우리 젊은 날> (동수)
- 2005.07.23 <흔들리는 문> (이상원)
- 2007.02.03 <아버지의 가출> (현)
- 2007.12.01 <숲속의 집, 그 행복한 날들> (기훈)
- 2009.07.11 <고등어 굽는 여자> (한동준)
- 2009.12.12 <Try to remember> (이한성)
- 2010.08.07 <외딴방> (편집장)
- 2011.05.14 <사과꽃> (영수)
- 2012.12.01 <누가 그의 뿔을 훔쳤는가>
- 2013.05.25 <신의 유혹> (대규)
- 2013.12.21 <숨비소리> (김형사)
- 2015.06.13 <햇살에 쓰는 일기> (최준호)
- 2016.06.25 <뉴스를 들려드립니다> (김한빛)

한국문학 오디오북 (KBS 라디오)
- 2002.01.27 김동인 作 <배따라기>
- 2002.02.24 이광수 作 <무명>
- 2002.03.31 염상섭 作 <표본실의 청개구리>
- 2002.06.30 나도향 作 <벙어리 삼룡이> (삼룡이)
- 2002.09.29 최서해 作 <탈출기>
- 2002.10.27 이기영 作 <민촌>
- 2003.02.23 박화성 作 <고향 없는 사람들>
- 2003.09.28 정비성 作 <성황당>

환타지 특급 (KBS 라디오)
- 2001.04.09~2001.06.30 <드래곤 라자> (남자)

이금희의 신화 오딧세이 (KBS 라디오)
- 2010.11.16 <신화, 자연과 만나다 7편 : 곰과 결혼한 인디언 처녀 (북미 인디언)> (곰남편)

교통캠페인 드라마 - 노란 안전선 위에 행복 (KBS 라디오)
- 2000.05.28 <돌아오지 않는 봄>
- 2000.07.30 <이제 아무것도 두렵지 않다>
- 2000.08.27 <꼬마자동차 붕붕붕>
- 2000.11.26 <저 좀 도와주세요>
- 2001.01.28 <슬픔을 실어 나른 남자>
- 2001.02.25 <꿈길에서 만난 행복>
- 2001.03.25 <태중이의 기도>
- 2001.06.24 <수원교도소 이야기>
- 2001.07.29 <고속도로에서 깨진 독도사랑의 꿈>
- 2001.08.12 <하늘로 날아오른 오토바이>
- 2001.11.25 <어머니 당신의 거친 손을 사랑했습니다>
- 2002.03.31 <청첩장 찍던 날>
- 2002.05.26 <천국에서 맞은 어린이날>
- 2002.08.25 <빗길에 선 구경꾼>
- 2002.09.29 <죽음보다 깊은 잠>
- 2002.10.27 <한밤의 불청객>
- 2002.11.24 <눈길에서 사라진 꿈>
- 2005.07.31 <아무도 모르게 찾아온 통증> (해설)

특집 라디오 (KBS 라디오)
- 2001.05.01 ~ 2001.05.02 <부처님 오신 날> 특집 2부작 다큐멘터리 <미륵사지(彌勒寺址)>
- 2002.02.12 KBS 설날특집드라마 <임오미란 ： 쌀의 귀향>
- 2014.04.29 KBS 한민족 방송 연중기획 <이제, 나는 대한민국 국민입니다> 제4부 사할린 동포 허남훈의 망향가
- 2016.02.29 ~ 2016.03.06 KBS 한민족방송 공사창립 특집 다큐멘터리 7부작 <중국에 움트는 새로운 힘, 한민족!>

KBS 한민족방송 특별기획 <한민족 리포트 - '오세아니아의 한국, 한국인'>
- 2017.12.27 제3편 <로봇과 더불어 사는 길을 열다. 뉴질랜드의 로봇 대부 안호석> (해설)

#### EBS
라디오 소설 (EBS)
- 2013.02.04 ~ 2013.02.22 천명관 作 <나의 삼촌 브루스리> (해설)
- 2013.04.22 ~ 2013.05.03 위기철 作 <아홉살 인생> (해설)

라디오 연재소설 (EBS)
- 2014.02.05 ~ 2014.02.07 구효서 作 <여름은 지나간다> (해설 / 하)
- 2014.02.13 ~ 2014.02.14 김연수 作 <벚꽃새해> (해설 / 성진)
- 2014.02.20 ~ 2014.02.21 최민우 作 <이베리아의 전갈> (해설 / 블랙)

라디오 인물열전 (EBS)
- 2014.03.13 ~ 2014.03.22 <앙투안 드 생텍쥐페리> (생텍쥐페리)

#### TBS
라디오 문학관 (TBS)
- 2008.04.14 ~ 2008.04.18 김유정 作 <봄봄>
- 2008.06.16 ~ 2008.06.20 나도향 作 <벙어리 삼룡이>
- 2009.04.13 ~ 2009.04.17 김종광 作 <모내기 블루스>
- 2009.06.01 ~ 2009.06.05 편혜영 作 <크림색 소파의 방>

#### 국악방송
- 2005.08.15 ~ 2005.08.16 <민족의 노래, 동심의 노래>
- 2009.11.09 ~ 2009.11.11 책 읽는 아침 <장국진 전>
- 2010.08.15 8.15 특집 <애국가를 아시나요>
- 2012.11.06 동리 신재효 탄생 200주년 특집 드라마 <나무는 오동잎을 떨구고...>

### 오디오 드라마
- Hi, 마르크스 Bye, 자본주의 (오디언)
- 40대를 위한 가슴이 시키는 일 (오디언)
- 그럼에도 불구하고 (오디언) (이유찬)
- 길 위의 연인 (오디언) (김규태)
- 김수로왕 (오디언)
- 단군 왕검 (오디언)
- The One 더원 (오디언)
- 독도 인 더 헤이그ⅰ (오디언)
- 문신 (오디언) (윤신원)
- 부자 에너지 (오디언)
- 사기의 인간 경영법 (오디언)
- 사파리 (오디언)
- 스타일 (오디언)
- 쓰거나 혹은 달콤하거나 (오디언) (한강혁)
- 아부지, 저희 집으로 가입시더 (오디언)
- 아인슈타인이 외판원이라면... (오디언)
- 엄마가 훔쳐보는 선생님 일기 (오디언)
- 우리말 활용사전 1,2 (오디언)
- 운향 (오디언) (류흔)
- 왕의 투쟁 (오디언)
- 의상대사 (오디언)
- 조선검객 무운행장기 (오디언)
- 조선을 구한 13인의 경제학자들 (오디언)
- 죽음의 한일전 (오디언)
- 직장인들이 가장 궁금해하는 목돈 만들기 (오디언)
- 푸른 장미 (오디언) (강석주)
- 헬로 러블리 (오디언)
- 홍염의 성좌 (오디언)
- 희망 (오디언)

### 드라마 CD
- <궁 (宮)> (夜海) (이원)
- <격발> (夜海) (용교하 外)
- <꽃미남 동물병원> (Aco) (한승준)
- <비마중> (夜海) (박정욱 外)
- <심연> (夜海) (조슈아 웹스터)
- <애정 블루스> (夜海) (이정훈)
- <엘레강트보이> (夜海) (고상 형 外)
- <The JaRa> Vol.21 (夜海)
- <The JaJa> Vol.03 (夜海)
- <No Where, Now Here> (Aco) (강나무)
- <What does the fox say?> (Voice Story) (박민수)
- <홀리도어 ~뱀파이어의 만찬~> (임교수)

### TV 광고
- 메르세데스 벤츠 코리아<메르세데스 벤츠가 있기에>
- 우루사

### 게임
- 디아블로3
- 도타 2 - 고독한 드루이드
- 스타크래프트 2 - 카락스
- 오버워치 - 윈스턴